# Petros Ier Getadartz
Petros Ier Gétadartz ou Getadarj (en arménien Պետրոս Ա Գետադարձ) est Catholicos de l'Église apostolique arménienne de 1019 à 1054. Pendant son long catholicossat, il est un des acteurs principaux des événements qui déterminent la chute du royaume bagratide d’Ani.

## Origine
Petros ou Pierre est le frère du Catholicos Khatchik Ier et le neveu (fils de sa sœur) du Catholicos Ananias Ier de Moks. C’était un homme très versé dans la littérature tant sacrée que profane, dont il reste quelques hymnes sacrés.
Il est choisi comme successeur par le Catholicos Serge Ier de Sevan et intronisé à Ani en 1019/1020 avant le décès de son prédécesseur.

## PetrosIeretHovhannès-SmbatIIId’Arménie
En 1022, après la défaite l’année précédente du roi Georges Ier de Géorgie, Petros Ier est envoyé par le roi Hovhannès-Smbat III à Trébizonde avec 12 évêques et 70 moines comme ambassadeur auprès de Basile II. C’est à cette occasion que le surnom de Gétadartz (« celui qui fait refluer le fleuve ») est attribué au Catholicos. En effet, lors d’une cérémonie de bénédiction de l’eau pendant la fête de l’Épiphanie, le courant d’un fleuve se serait inversé sous l’effet de ses prières.
La mission de Petros Ier consiste à remettre au Basileus une lettre du roi Hovhannès-Smbat III d'Arménie, sans enfant, par laquelle le souverain, qui a participé à la révolte de Georges Ier de Géorgie et craint, lui aussi, une intervention byzantine, déclare désigner Basile II comme son héritier. René Grousset estime que Petros Ier est peut-être le rédacteur du document, et qu’il a en tout état de cause fortement influencé le roi dans cette décision. L'historien souligne que son attitude contraste avec celle des Catholicos précédents, qui avaient toujours été des animateurs zélés de la résistance nationale arménienne aux multiples tentatives des envahisseurs du pays.
L’empereur Basile II, qui voit ainsi l’expectative de finaliser son objectif de renforcer la frontière est de l’Empire, accepte bien entendu cette proposition et en échange il attribue à Hohvannès le titre de Curopalate, traditionnel chez les princes bagratides, et celui d’Archonte viager d’Ani.
N’osant peut-être pas retourner à Ani, Petros s’établit à Sébaste, dans l’État de l’ex-roi Sénéqérim-Hovhannès de Vaspourakan qui a lui aussi cédé son royaume à l’Empire byzantin. En 1025, il décide de revenir dans la capitale mais, dès l’année suivante, il retourne à Sébaste pour ne rejoindre définitivement Ani que quatre ans plus tard, en 1029. Le Catholicos Petros Ier, qui connaît alors la défiance de la population arménienne du fait de ses longs séjours en territoire byzantin ou chez un client de l’Empire, décide de se retirer en 1030 au monastère de Dzoroï-vanq, au Vaspourakan, situé désormais en territoire impérial.
En 1034, à l’invitation du roi Hovhannès-Smbat III et des nakharark, Petros regagne enfin Ani. Le roi le fait immédiatement arrêter et enfermer dans la forteresse de Bedjni où il reste cinq mois sous la garde de Vahram « issu des Arsacides ».
En 1036, Hovhannès-Smbat III fait alors venir à Ani Dioskoros, le supérieur du monastère de Sanahin, qui accepte la dignité de Catholicos (1036-1037). Le clergé refuse ce coup de force royal et les évêques et les docteurs de l’Arménie excommunient le roi et les nakharark comme ennemis de l’Église. Devant cette sanction, les nakharark demandent à Petros de revenir, ce qu’il refuse. Les grands du royaume sollicitent alors l’intervention de Hovsep ou Joseph III (mort en 1038), le Catholicos d'Albanie du Caucase, et lui demandent d’intercéder en leur faveur et de rétablir Petros. Joseph réconcilie le roi et le Catholicos, qui est rétabli. Lors d’un concile réuni à Ani en 1037, Dioskoros, dont le catholicossat n’a duré que quinze mois, est déclaré déchu et il doit se réfugier dans son monastère de Sanahin pour échapper à la fureur de la population.

## PetrosIeretGagikIId’Arménie
Après les disparitions quasi simultanées du roi Hovhannès-Smbat III et de son frère et concurrent Achot IV, le Basileus Michel IV réclame l’exécution du testament du premier. Les nobles, conduits par Vahram Pahlavouni, refusent et réussissent à faire proclamer roi Gagik II, le fils d’Achot IV, qui est couronné en 1042 par le Catholicos Petros Ier à Ani.
Le jeune roi, qui doit faire face aux agressions combinées des Byzantins et des musulmans de Dvin, accepte de se rendre à Constantinople pour négocier. En partant, il remet la garde de la capitale Ani au Catholicos Pétros. Le royaume désormais sans monarque est la proie des prétendants : Aboul Aswar Shavur Ier « David » b. Fadl, émir chedaddide de Dvin et époux d’une princesse bagratide, Bagrat IV de Géorgie, et enfin David Anholin, roi bagratide de Lorri dans les confins arméno-géorgiens. Pétros Ier réfute les trois candidats et décide en 1045 de remettre la ville aux troupes de Constantin IX Monomaque.
En 1046, il est disgracié par Katakalôn Kékauménos, duc d’Ibérie et gouverneur byzantin d’Ani, et il doit se retirer à Ardzen, au nord de Karin. Peu après, des hommes du gouverneur s’emparent de sa personne et l’internent dans la forteresse de Khaltoyaritch, au nord-ouest d’Erzeroum, pendant que son neveu et successeur potentiel Khatchik est déporté dans la forteresse de Séav-qar.
Petros Ier est enfin transféré à Constantinople en 1048 pour comparaître devant l’empereur Constantin IX Monomaque. Petros est somptueusement traité à Constantinople tant par l’empereur que par le patriarche Michel Cérulaire, mais il ne peut quitter la ville. Constantin IX accepte ensuite qu’il se retire à Sébaste auprès du prince Atom, le fils de Sénéqérim-Hovhannès de Vaspourakan. Il réside dans le monastère de Sourp Neschan où il vit pendant deux ans avant de mourir en 1054.
Son neveu Khatchik II d'Ani, qui est son coadjuteur depuis 1041/1042, lui succède comme Catholicos.

## Source
- René Grousset, Histoire de l’Arménie des origines à 1071 [détail des éditions]